# تاكاشي سيكايزوكا
تاكاشي سيكايزوكا (関塚 隆) (ولد 26 أكتوبر 1960) هو لاعب كرة قدم ياباني سابق، شارك في دورة الألعاب الاولمبية الصيفية عام 2012 في المملكة المتحدة كمدرب.

## روابط خارجية
- تاكاشي سيكايزوكا على موقع قاعدة بيانات كرة القدم.إي يو (الإنجليزية)
- تاكاشي سيكايزوكا على موقع Soccerway.com (الإنجليزية)
- تاكاشي سيكايزوكا على موقع عالم كرة القدم.نت (الإنجليزية)
- تاكاشي سيكايزوكا على موقع أوليمبيديا (الإنجليزية)

1. ↑  "معلومات عن تاكاشي سيكايزوكا على موقع data.j-league.or.jp". data.j-league.or.jp. مؤرشف من الأصل في 2018-09-01.
2. ↑  "معلومات عن تاكاشي سيكايزوكا على موقع transfermarkt.com". transfermarkt.com. مؤرشف من الأصل في 2020-01-10.
3. ↑  "معلومات عن تاكاشي سيكايزوكا على موقع int.soccerway.com". int.soccerway.com. مؤرشف من الأصل في 2018-08-26.

- http://www.goal.com/en-gh/people/japan/57803/takashi-sekizuka/national